# Kampilobakterioza
Kampilobakterioza (vibrioza) je kontagiozna spolna zarazna bolest goveda koja uzrokuje vremensku jalovost (preganjanje), produženi period estrusa, pobačaj i smanjenu plodnost muških rasplodnjaka.

## Uzročnici
Bolesti su bakterije iz roda Campylobacter: C. fetus subsp. fetus, C. fetus subsp. venerealis i C. jejuni. To su gram-negativne, gibljive bakterije koje imaju razne oblike (poput zareza, S oblik, kao spirala, kokoidni oblik). Osjetljive su na kisik i strogo su mikroaerofilne. Za rast trebaju obogaćena hranilišta, a rastu sporo (2 do 4 dana). Sojevi C. fetus nisu jednake antigene strukture, a posjeduju kapsularni (K), somatski (O) i flagelarni (H) antigen. Kampilobakterioza uzrokovana vrstama C. fetus subsp. fetus i C. jejuni je zoonoza.
Izvor zaraze su inficirani muški i ženski rasplodnjaci, sekreti i ekskreti spolnih organa inficiranih životinja, pobačeni fetusi i njihove ovojnice, kontaminirana krmiva i sperma inficiranog bika. Infekcija se ŠIRI koitusom (osim u ovce) i to najuspješnije inficiranim bikom. Zdrav bik može prenijeti infekciju s inficirane na zdravu plotkinju pri prirodnom osjemenjivanju, onečišćenom spermom i pri umjetnom osjemenjivanju. Ulazna vrata u makroorganizam pretežito su sluznica rodnice i penisa. U bikova se infekcija lokalizira isključivo u kriptama prepucijske sluznice, a da pri tome nema nikakve kliničke manifestacije ni promjena u spermi. Uzročnik ovdje perzistira i dulje od godinu dana. Junice su primljivije za infekciju nakon što dostignu spolnu zrelost, a stariji bikovi su češći kliconoše nego mladi. Na infekciju su primljivi čovjek, govedo, ovca i koza, a možda svinja i konj.

### Patogeneza
Kod bikova se uzročnik naseli kao komenzal samo na površini prepucijske sluznice i ne prodire dublje u geitalne organe. Kod ženskih životinja uzročnik se naglo razmnoži, a može se već nakon 24 sata reizolirati iz rodničnog iscjetka.Infekcija je ascendentna i širi se iz rodnice u maternične rogove i jajovode, što može potrajati tjednima. Zbog tvorbe lokalnih imunoglobulina (osobito IgG1 i IgA) dolazi do aktivnog procesa samočišćenja, koji počinje u rogovima i nastavlja se do rodnice. Ipak se uzročnik u cerviksu i rodnici može zadržati i do 10 mjeseci. Izazove blagi kataralno-gnojni endometritis. Uzrok jalovosti nakon uspješen koncepcije leži u ranom ugibanju embrija, koji se resorbira i biva neprimjetno izbačen. Kod bikova nema nikakvih antitijela u prepucijskom sekretu, pa nema ni samočišćenja.

### Dijagnostika
- (a)	Epizootioški: anamnestički podatci o poremetnjama koncepcije kod novo nabavljenih ženskih životinja, ili nakon oplodnje novim bikom, pobuđuju sumnju na kampilobakteriozu. Sumnja je još jača, ako se poremetnje pojavljuju u juniva koje se prvi puta pripuštaju, a događaju se i pobačaji, osobito u 4. do 6. mjesecu.
- (b)	Klinički: kod krava i junica javlja se 4 do 7 dana nakon infekcije vaginitis s nešto bezbojne ili zamućene sluzi. Uterus je umjereno otečen, slabo se kontrahira, a cerviks je obično slabo otvoren. U bikova nalazimo crvenilo, otečene folikule i neznatne erozije sluznice prepucija i penisa. Simptomi kulminiraju pobačajem bilo kada tijekom graviditeta, ali najčešće u prva četiri mjeseca, i zaostajanjem posteljice s vremenskim preganjanjem. Pobačaj do 4. mjeseca je potpun, tj. izbacuje se fetus s ovojnicama, a pri pobačaju nakon 4. mjeseca bređosti redovito zaostaje posteljica. Kod bikova infekcija perzistira u prepuciju i na penisu. U ovaca se javalja pobačaj (ponekad epizootskog karaktera), obično u posljednja dva mjeseca graviditeta. U ovaca se infekcija ne prenosi koitalno, već najčešće peroralno.
- (c)	Mikrobiološki: kod krave se bakteriološki pretražuje komadić biopsirane sluznice rodnice, a kod bika ispirak prepucija. U fetusu pretražuju se sadržaj želuca, plodne ovojnice i amnionska tekućina.
- (d)	Patološkoanatomski: o patološkom nalazu govorimo samo kod pobačenog fetusa, u kojeg je patognomoničan nalaz mekonija u sirištu te nalaz sluzave edemske infiltracije u potkožju trbuha, kadšto i serofibrinozni perikarditis, pleuritis i peritonitis. Placenta je zadebljala, zamućena i s nekrotičnim žarištima i točkastim krvarenjima.
- (e)	Imunološki: mukoaglutinacijskim testom, osobito u dijagnostici infekcije kod ženskih životinja. Obrisci uzeti nakon porođaja i tijekom ili neposredno nakon estrusa ne daju pouzdane rezultate.
- (f)	Biološkim pokusom

## Liječenje
Inficirane krave valja liječiti primjenom streptomicina u maternicu, a inficirane bikove primjenom istog antibiotika u prepucij ili premazivanjem prepucija antibiotskim mastima. Dobro je lokalno liječenje kombinirati s parenteralnim.

## Profilaksa
Potrebno je težiti iskorjenjenju kampilobakterioze kao jedinom rješenju u profilaksi bolesti. Profilaksa kampilobakterioze ovisi o načinu osjemenjivanja, pa se najsvrsishodnijim načinom suzbijanja te bolesti smatra primjena liječenja s umjetnim osjemenjivanjem.
|  | Molimo pročitajte upozorenje o korištenju medicinskih informacija. Ne provodite liječenje bez savjetovanja s liječnikom! |